# أوتو زابو
أوتو زابو (1 مارس 1981 بشيبرام التشيك - ) هو لاعب كرة قدم سلوفاكي يلعب كمدافع.

## وصلات خارجية
أوتو زابو على موقع قاعدة بيانات كرة القدم.إي يو (الإنجليزية)
- أوتو زابو على موقع ناشيونال فوتبول تيمز (الإنجليزية)
- أوتو زابو على موقع Soccerway.com (الإنجليزية)